# Bay of Gods Mercy
Bay of Gods Mercy är en vik i Kanada.   Den ligger i territoriet Nunavut, i den östra delen av landet, 2 100 km norr om huvudstaden Ottawa.